# Limitless (film)
Pour les articles homonymes, voir Limitless.
Pour plus de détails, voir Fiche technique et Distribution.
Limitless ou Sans limites au Québec est un thriller américain réalisé par Neil Burger, sorti en 2011. Il s'agit de l'adaptation du roman The Dark Fields d’Alan Glynn (2001), sur la légende de l'utilisation incomplète du cerveau.

## Synopsis
À New York, Eddie Morra ne parvient pas à écrire son premier roman. Habitant un appartement vétuste, l'allure négligée, il vit aux crochets de sa petite amie Lindy. Celle-ci, lasse de le voir incapable d'avancer dans la vie, décide de le quitter.
C'est alors qu'Eddie rencontre par hasard son ex-beau-frère, Vernon. Celui-ci, ancien dealer, lui dit travailler désormais dans l'industrie pharmaceutique. Il propose à Eddie de tester une substance en cours d'homologation, le NZT. Il ne le met pas en garde sur les effets du produit, mais le rassure sur sa qualité en lui précisant que chaque comprimé sera vendu 800 dollars.
Eddie accepte et sa vie s'en trouve bouleversée, car le NZT développe en quelques minutes les facultés cognitives de celui qui l'ingère, améliorant considérablement ses perceptions, sa mémoire et ses capacités de raisonnement. Jusque-là dépassé par le quotidien, Eddie se montre alors capable de rédiger une centaine de pages de son roman sans la moindre difficulté, convainc son éditrice de les lire et celle-ci, enthousiasmée par la qualité de son travail, se confond en admiration sur son répondeur téléphonique.
Les effets du NZT disparus, Eddie n'a qu'une hâte : reprendre un comprimé pour terminer son roman. Il se rend donc chez son ex-beau-frère qui accepte de lui en donner en échange de menus services. Alors qu'il lui rapporte son costume du pressing, Eddie découvre Vernon assassiné et son appartement sens dessus dessous. Pendant qu'il attend la police, l'idée lui vient de fouiller à son tour l'appartement et il découvre in extremis une importante quantité de NZT, qu'il emporte.
Commence alors pour lui une vie « sans limites » : capable d'apprendre sans effort une langue étrangère, de devenir expert dans tous les domaines, de spéculer en bourse avec brio, il renoue avec sa petite amie Lindy et devient le « gourou » de Carl Van Loon, redoutable homme d'affaires. Il apprend aussi que le NZT a des effets secondaires et surtout, qu'il n'est pas le seul à en connaître l'existence.
Poursuivi par un tueur qui a appris l'existence de la drogue, il tente de faire un gros coup avec Carl Van Loon. Alors qu'il est en manque, il raconte toute l'histoire à Lindy qui, par amour pour lui, décide d'aller récupérer du NZT à son domicile, où il l'a caché. Elle est poursuivie par le tueur et ne doit la possibilité de lui échapper qu'en prenant un comprimé de NZT. Plus tard, Eddie lui promet solennellement de cesser de consommer du NZT. Mais de nouveau poursuivi par le tueur, Eddie est coincé et va être torturé. Il échappe de justesse à la torture par l’arrivée inopinée d'un homme.
- Un an après

Un an après les événements précités, Eddie s'est lancé dans la politique pour devenir sénateur de New York. Il découvre que Carl Van Loon prenait lui-aussi du NZT. Mais Eddie lui apprend qu'il a fait analyser le NZT et qu'il l'a amélioré : désormais, la drogue qu'il consomme n'a aucun effet secondaire et il n'y a plus de risque de manque. 
Dans la dernière scène, Eddie prend un café avec Lindy. Il discute en langue chinoise avec le serveur, et Lindy comprend qu'il n'a pas cessé sa consommation de drogue comme il le lui avait promis.

## Fiche technique
- Titre original : Limitless
- Titre québécois : Sans Limites
- Réalisation : Neil Burger
- Scénario : Leslie Dixon, d'après le roman The Dark Fields d’Alan Glynn (2001)
- Direction artistique : Patrizia von Brandenstein
- Costumes : Jenny Gering
- Photographie : Jo Willems
- Montage : Tracy Adams et Naomi Geraghty
- Musique : Paul Leonard-Morgan et Nico Muhly
- Production : Leslie Dixon, Scott Kroopf et Ryan Kavanaugh
- Sociétés de production : Virgin Produced, Rogue, Many Rivers Productions, Boy of the Year et Intermedia Film
- Société de distribution :  Rogue Pictures (en),  Gaumont Distribution
- Budget : 27 millions de dollars[1]
- Pays d'origine :  États-Unis
- Langue : anglais
- Format : couleur — 35 mm — 2,35:1 — son Dolby Digital / DTS / SDDS / Dolby Surround 7.1
- Genre : thriller
- Durée : 105 minutes
- Dates de sortie :
  - États-Unis : 8 mars 2011 (avant-première à New York) ; 18 mars 2011 (nationale)
  - Belgique : 6 avril 2011
  - France : 8 juin 2011

- Classification :
  - États-Unis : PG-13
  - France : Tous publics (visa d'exploitation n°129860)

## Distribution
- Bradley Cooper (VF : Alexis Victor ; VQ : Patrice Dubois) : Edward « Eddie » Morra
- Robert De Niro (VF : Jacques Frantz ; VQ : Guy Nadon) : Carl Van Loon
- Abbie Cornish (VF : Ingrid Donnadieu ; VQ : Éveline Gélinas) : Lindy
- Anna Friel (VF : Edwige Lemoine ; VQ : Amélie Bonenfant) : Melissa Gant
- Andrew Howard (VF : Marc Perez ; VQ : Louis-Philippe Dandenault) : Gennady
- Johnny Whitworth (VF : Bruno Choël ; VQ : Jean-François Beaupré) : Vernon Gant
- Robert John Burke : Pierce
- Tomas Arana : l'homme en imperméable
- Ned Eisenberg : Morris Brandt, l'avocat d'Eddie
- T.V. Carpio (VF : Julie Turin ; VQ : Sophie Martin) : Valerie
- Patricia Kalember (VF : Françoise Rigal) : Mme Atwood
- Richard Bekins (VF : Érik Colin) : Henry Atwood

 Source et légende : version française (VF) sur RS Doublage

## Accueil

### Sortie internationale
Limitless a lieu à New York, le 8 mars 2011, en avant-première mondiale.

### Accueil critique
Le film reçoit, dans l'ensemble, des critiques favorables, obtenant sur le site Rotten Tomatoes une moyenne de 66 %, sur la base de 95 commentaires jugés positifs et 48 autres commentaires cotés de manière négative, pour une note moyenne de 6,3⁄10, et sur le site Metacritic une moyenne de 59⁄100 basée sur 19 commentaires positifs et 18 commentaires mitigés. Le critique de cinéma Roger Ebert lui a donné deux étoiles et demi, et il a déclaré que le film n'était pas vraiment bon.
En France, il reçoit un accueil plutôt favorable, notamment de la part du public. Sur le site Allociné, les spectateurs le notent en moyenne 3,9⁄5 (10 195 votes) et la presse 3⁄5.

### Box-office
Le film enregistre un succès commercial aux États-Unis avec 79,2 millions de dollars et en France avec 877 210 entrées. Hors des États-Unis, le film a rapporté un total de 82,6 millions de dollars, soit un cumul de 161,8 millions de dollars au total dans le monde.

## Autour du film

### Adaptation à la télévision
Composée de 22 épisodes, elle a été diffusée durant la saison 2015-2016 sur le réseau CBS. L'histoire se déroule juste après celle du film. On y suit Brian Finch (Jake McDorman) qui après avoir consommé du NZT, se voit forcé d'aider le FBI à la suite d'un meurtre impliquant cette drogue.
Elle est annulée après une saison.[réf. nécessaire]